# Дува-Тимур
Дува-Тимур (*Дуватөмөр, ? — 1330) — 16-й хан Чагатайського улусу в 1329—1330 роках.

## Життєпис
Походив з династії Чингізидів. Син Дуви, хана Чагатайського улусу. Про дату народження нічого невідомо. Вперше згадується у 1313 році, коли брав участь у поході на землі династії Юань. Близько 1314 року потрапив у полон внаслідок поразки чагатйських військ. До 1318 року перебував при юаньському дворі в Китаї.
У 1329 році влаштував змову й повалив свого брата — хана Ільчиґідая. Був визнаний ханом з боку імператора Туг-Темура, але збільшив обсяг дані для держави Юань. Участь у конфліктах останньої спричинили послаблення економіки Чагатайської держави. До того ж Дува-Тимур розумів неможливість чинити спротив Юань і державі хулагуїдів, що були союзниками. Тому вже 1329 року відправив дружне посольство до ільхана Абу Саїда. Водночас він повернув з Пенджабу військо, що діяло проти Делійського султанату з 1327 року.
Основну увагу вимушений був приділяти придушенню заколотів місцевих правителів (маліків та садрів), що бажали повернути колишній вплив на місцях. Мусульманські історики характеризують Дуву-Тимура як звитяжного, справедливого і щедрого правителя. Напевне, це пов'язано з відновленням підтримки ісламу та його прихильників за правління цього хана.
1330 року демографічного удару улусу завдала потужна моровиця чуми, під час якої помер сам хан. Йому спадкував небіж Тармаширін.